# Zeche Nierbank
Die Zeche Nierbank ist ein ehemaliges Steinkohlenbergwerk in Essen-Werden-Fischlaken. Die Zeche war auch unter dem Namen Zeche Nierer Gewerkschaft bekannt. Das Stollenmundloch der Zeche befand sich am Ufer der Ruhr.

## Bergwerksgeschichte
Das Bergwerk war bereits im 18. Jahrhundert in Betrieb. Es war zu dieser Zeit ein Kohlenmagazin an der Ruhr für die Lagerung der Kohlen erstellt worden. Am 5. Juni des Jahres 1793 wurde mit den Gewerken der Zeche Pörtingsiepen ein Vergleich geschlossen, mit dem strittige Abbauberechtigungen beigelegt wurden. Im Jahr 1803 war das Bergwerk nachweislich in Betrieb. Im Jahr 1805 wurde im Bereich des Schachtes 3 abgebaut, im Jahr 1809 erfolgte der Abbau im Bereich des Schachtes 4. Im Jahr 1812 waren Schacht 3 und Schacht 4 in Betrieb, von 1815 bis 1820 war Schacht Bernhardt in Förderung. Im Mai des Jahres 1823 wurde das Bergwerk außer Betrieb genommen. Im Jahr 1834 wurde mit der Zeche Maasbank eine Betriebsgemeinschaft gebildet – diese trug den Namen Zeche Maas & Nierbank – die der Lösung der beiden Grubenfelder diente. Im Jahr 1837 wurde die Betriebsgemeinschaft wieder aufgelöst und die Zeche war wieder eigenständig tätig. Es wurden Versuchsarbeiten durchgeführt. Im darauffolgenden Jahr wurden zunächst das Grubenfeld weiter ausgerichtet, ab April desselben Jahres wurde Abbau betrieben.
Im Jahr 1843 war der Abbau zu Ende, Ende November desselben Jahres wurde die Zeche Nierbank stillgelegt. Der Grund für die Stilllegung war die geplante Konsolidation der beiden Bergwerke. Durch die Konsolidation wollten beide Bergwerke gemeinsam zum Tiefbau übergehen. Im Jahr 1845 wurde die Zeche Nierbank stillgelegt. Am 16. August des Jahres 1853 wurde ein Längenfeld verliehen. Ab dem vierten Quartal desselben Jahres wurde auf dem Bergwerk wieder Steinkohle gewonnen. Die Gewinnung erfolgte bis Ende Oktober des Jahres 1854, am 1. November desselben Jahres konsolidierte die Zeche Nierbank unterhalb der Stollensohle mit weiteren Zechen zur Zeche Vereinigte Pörtingsiepen. Oberhalb der Stollensohle fand zu diesem Zeitpunkt kein Abbau mehr statt. In den Jahren 1855 und 1856 wurde die Zeche Nierbank oberhalb der Stollensohle noch in den Unterlagen genannt, nach dem Jahr 1856 nicht mehr.

## Förderung und Belegschaft
Die ersten Förderzahlen stammen aus dem Jahr 1802, es wurden pro Tag 71 Ringel Steinkohle abgebaut. Die ersten Belegschaftszahlen stammen aus dem Jahr 1819, in diesem Jahr waren 17 Bergleute auf der Zeche Nierbank beschäftigt. Im Jahr 1838 wurden 7001¼ preußische Tonnen Steinkohle gefördert. Im Jahr 1840 stieg die Förderung auf 18.089 preußische Tonnen Steinkohle. Im Jahr 1842 wurden 16.766 preußische Tonnen Steinkohle gefördert. Die letzten bekannten Förderzahlen des Bergwerks stammen aus dem Jahr 1843, es wurden 36.888 Scheffel Steinkohle gefördert.

## Was geblieben ist
Heute erinnert noch der Niermannsweg in Essen an das ehemalige Bergwerk.